# Nymphalis chlapowskia
Nymphalis chlapowskia är en fjärilsart som beskrevs av Wize 1917. Nymphalis chlapowskia ingår i släktet Nymphalis och familjen praktfjärilar. Inga underarter finns listade i Catalogue of Life.